# Toshinori Kondō
Toshinori Kondō (近藤 等則?, Kondō Toshinori; Imabari, 15 dicembre 1948 – Kawasaki, 17 ottobre 2020) è stato un trombettista giapponese.
Nel corso della sua carriera, Kondo ha spaziato tra più generi, tra cui il jazz sperimentale, la musica industriale, la musica d'ambiente e al dub. Sue sono collaborazioni con famosi nomi della musica di ricerca tra cui Ryūichi Sakamoto, Bill Laswell e Fred Frith.

## Biografia
Kondo nacque nel 1948 a Imabari. Iniziati gli studi di musica all'età di 12 anni, imparò a suonare la tromba nella banda della scuola. In seguito studiò all'università di Kyoto.
L'interesse per la musica jazz ebbe origine nel 1967, anno in cui egli si recò all'università di Kyōto, dove studiò ingegneria meccanica. Nel 1971, l'anziano pianista Yoshito Osawa presentò Toshinori al flautista Masahiko Kono. Fu allora che quest'ultimo decise di lasciare il flauto per intraprendere lo studio della tromba insieme a Kondo.
Nel 1972, Kondo si trasferì a Tokyo con la motivazione di diventare musicista professionista. Fu in questo periodo che iniziò a praticare l'arte marziale del Shintaido, all'età di 24 anni. Nel 1974 incontrò il batterista Shoji Hano e lo introdusse all'arte marziale che stava praticando.
Il coinvolgimento di Kondo nello Shintaido riveste un ruolo utile alla sua musica: a causa della statura fisica dei giapponesi, questi possiedono minore forza fisica per suonare uno strumento a fiato di quanto non sia per un occidentale. La disciplina, molto esigente, seguita da Kondo gli permetteva di potenziare le sue capacità di tenuta per lunghe esecuzioni strumentali; egli la conobbe mentre stava studiando le tecniche di respirazione ed esecuzione alla tromba.
Kondo divenne in seguito insegnante di musica di Hano, lo aiutò a sviluppare il suo stile personale ed una tecnica professionale.
Kondo si esibiva regolarmente a New York e molti musicisti statunitensi ed europei si recarono in Giappone a suonare insieme a lui.
Nel 1976 nacque il gruppo EEU (Evolution Ensemble Unit), formato da Kondo, il batterista Toshiyuki Tsuchitori, il sassofonista Mototeru Takagi ed il bassista Motoharu Yoshizawa. Nello stesso anno Hano, Kondo e Osawa formarono un trio che si esibì in vari spettacoli ovunque nel Giappone occidentale durante il 1977.
Nel 1978 Kondo si trasferì a New York dove ebbe occasioni per suonare insieme a musicisti di tutto il mondo.
Nel 1980 partecipò al Metalanguage Festival of Improvised Music, il cui programma prevedeva performance di musicisti del free jazz come Evan Parker, Derek Bailey, Henry Kaiser e Greg Goodman.
Il 1981 fu l'anno in cui nacquero gli Easy Music, formazione che comprendeva Hano, il chitarrista Haruhiko Gotsu ed il bassista Tetsu Yamauchi. Disgregatasi la band, nel 1982 fu la volta dei Tibetan, Blue, Air, Liquid.
Nel 1983 la FMP Orchestra si recò in visita a New York: Toshinori era con loro e si esibì con la stupefacente sezione di fiati composta da Paul Rutherford (trombonista)Paul Rutherford, Gunter Christmann, Albert Manglesdorf e George Lewis.
Fu ancora a New York che Kondō fondò l'etichetta discografica Bellows, tra le cui file figurava Eugene Chadbourne. Gli stimoli forniti dalla città, tuttavia, iniziarono a scemare e Kondo desiderava rientrare in Giappone poiché sentiva la mancanza della vitalità della sua patria. Una volta tornato a casa, l'attività di Kondo lo portò a formare International Music Activities (IMA). Era in grado di creare le sonorità che rappresentassero il suo punto di vista per quanto riguarda l'innovazione in musica, in compagnia di musicisti desiderosi di prendere le distanze dai soliti schemi tonali e sonori. Chitarre distorte, percussioni elettroniche frenetiche, suoni digitali futuristici bizzarri e suoni e rumori del quotidiano erano una miscela che creava un immaginario preoccupato, sebbene danzereccio, della vita moderna nelle metropoli. In tale scenario, la tromba di Kondo prende la voce e le parti delle emozioni umane: a tratti gentile e pacata, a tratti, invece, acuta, frenetica ed aggressiva. Le melodie originate da Kondo si muovono sempre sull'entusiasmo per la musica tradizionale giapponese, tuttavia emerge la volontà di andare ben oltre le origini:
Nel 1984 Kondo produsse e organizzò l'evento Tokyo Meeting, festival che includeva le esibizioni di artisti come Peter Brötzmann, Ryūichi Sakamoto, Bill Laswell, Rodney Drummer, Cecil Monroe e Kondo stesso.
Nel 1993 IMA si sciolse e Toshinori, trasferitosi ad Amsterdam, iniziò un progetto solista il cui nome era Blow the Earth, un'opera concettuale che lo vedeva alla tromba elettrica in un contesto di isolamento nella natura.
Nel corso dei suoi viaggi per questo progetto, Kondo si ritrovò a suonare la tromba nel deserto del Negev, sulle Ande e sull'Himalaya. L'album Israel è il risultato delle sessioni tenute in questi diversi luoghi.
Toshinori Kondo suonò al Mt. Fuji Aid Festival, tenutosi in Giappone nel 2000; si esibì al World Festival of Sacred Music nel 2001 ad Hiroshima.
Kondo fu anche un prolifico scrittore ed attore. Recitò in alcuni film giapponesi nel corso degli anni 1980 ed apparve in alcuni spot pubblicitari per la televisione.
Toshinori Kondo, infine, fu anche esponente della commissione continentale della Fondazione per la Responsabilità Universale del Dalai Lama.
Kondo morì a Kawasaki nel 2020, all'età di 71 anni.

## Vita privata
Toshinori Kondo aveva due figli di nome Sora e Yota.

## Discografia
Partecipazioni, album solisti ed in formazione.
- 1975
  - Yosuke Yamashita - Ie
- 1976
  - Jam Rice Sextet (Toshinori Kondo, Y. Yamashita, A. Sakata) - Jam Rice Relaxin
  - Maki Asakawa - Akari Tomoshi Koro
  - Evolution Ensemble Unity (Toshinori Kondo, Toshiyuki Tsuchitori, Mototeru Takagi, Motoharu Yoshizawa) - Concrete Voices
  - Toshinori Kondo Trio (Toshinori Kondo, Yoshito Osawa, Shoji Hano)
- 1977
  - Eugene Chadbourne + John Zorn - Duo
  - Milford Graves - Meditation Among Us
- 1978
  - Starlight Furniture Company (Kaoru Abe, Motoharu Yoshizawa, Toshinori Kondo, Derek Bailey) - Aida's call
  - Derek Bailey - Duo and Trio Improvisation
  - Toshinori Kondo, Henry Kaiser & John Oswald - Moose & Salmon
  - Eugene Chadbourne - The English Channel
- 1979
  - Centazzo, Cora, Kondo, Zorn - Environment for sextet
  - Russell, Turner, Kondo - Artless sky
  - Kondo, Chadbourne, Zorn, Bradfield, Cora, Centazzo - USA Concerts
  - Eugene Chadbourne - 2000 Statues and the English Channel
  - William Parker - Through Acceptance of the Mystery Peace
  - The Peter Kuhn Quintet - Livin' Right
  - Toshinori Kondo - Fuigo From a Different Dimension
- 1980
  - Yoshito Ohsawa - Piano Solo
  - Metalanguage Festival of Improvised Music 1980 Volume 1: The Social Set
  - Metalanguage Festival of Improvised Music 1980 Volume 2: The Science Set
  - Toshinori Kondo + Eugene Chadbourne - Possibilities of the Color Plastic
  - Kondo collection Maki Asakawa - One
- 1981
  - Easy Music (Toshinori Kondo, Shoji Hano, Haruhiko Gotsu, Tetsu Yamauchi)
  - Peter Brötzmann Group - Alarm
  - Tristan Honsinger, Steve Beresford, Toshinori Kondo, David Toop - Imitation of life
  - Borbetomagus and friends - Industrial Strength: Kowald/Kondo/Honsinger/Fine
  - Eugene Chadbourne - The Amazing Story of the Chadbournes in America
- 1982
  - Toshinori Kondo + Paul Lovens - The Last Supper
  - Kondo / Lovens / Lytton - Death is our eternal friend
  - The Globe Unity Orchestra - Intergalactic Blow
  - Misha Mengelberg - Japan Japon
  - Maki Asakawa - Cat Nap
- 1983
  - Toshinori Kondo Quartet - What are you talking about?
  - Tibetan, Blue, Air, Liquid (Kazumi Watanabe, Toshinori Kondo) - Kuuchuu Fuyuu
  - Eugene Chadbourne - Fuck the Audio Evolution Network: A Documentary
- 1984
  - Toshinori Kondo + IMA - Taihen
  - Daunik Lazro - Sweet Zee (Lazro, Kondo, Honsinger)
  - Herbie Hancock - Soundsystem
  - Peter Kowald - Duos Japan
  - Ryuichi Sakamoto - Illustrated Musical Encyclopedia
- 1985
  - Toshinori Kondo + IMA - Taihen (singolo)
  - Toshinori Kondo - China Boogie
  - Toshinori Kondo + IMA - Tokyo Meeting 1984 IMA festival volume 1
  - Toshinori Kondo + IMA - Metal Position
  - The Helicopters - The Helicopters
  - Borbetomagus - Borbeto Jam, (Sauter, Dietrich, Miller, joined by Milo Fine, Trisitan Honsinger, Peter Kowald, Toshinori Kondo)
  - Tristan Honsinger - Picnic
  - Toshiyuki Honda - Saxophone Music
  - Kondo, Chadbourne, Zorn, Bradfield, Cora, Centazzo, Smith, Williams, Wright - USA Concerts East
  - Eugene Chadbourne - Dinosaur on the Way
- 1986
  - Toshinori Kondo + IMA - Konton
  - Toshinori Kondo + IMA - Sundown / Y.U (singolo)
- 1987
  - Toshinori Kondo - 337 - Soundtrack from "Kyousyuu"
  - Peter Brötzmann Clarinet Project - Berlin Djungle
  - Eugene Chadbourne - LSDC&W - The History of the Chadbournes in America
  - Toshinori Kondo + Tristan Honsinger - This, That & The Other
- 1988
  - Toshinori kondo + IMA - A Town in Your Heart / Tokyo Girl (promo)
  - Toshinori Kondo + IMA - Tokyo Girl / Porto Novo
- 1989
  - Toshinori Kondo + IMA - Human Market
  - Toshinori Kondo + IMA - Kamikaze Blow (live in Australia)
- 1990
  - Toshinori Kondo - Soundtrack from "Tenamonya Connection"
  - Toshinori Kondo + IMA - Tokyo Rose
  - Hideo Yamaki - Tentelletsque
  - Maki Asakawa - Stranger's Touch
- 1991
  - Toshinori Kondo + IMA - IMA in the '90s: The Bill Laswell remix
  - AA.VV. - Sumo Stomp (the ultimate In the '90s collection)
  - Toshinori Kondo + IMA - Fly, Jack (promo mini CD)
  - Toshinori Kondo + IMA - Fly, Jack / Invisible Man (cd-singolo)
  - Toshinori Kondo + IMA - God.Zilla Funk
  - Autonomous Zone - The Map is not the Territory
  - Tristan Honsiger - From the Broken World
- 1992
  - Toshinori Kondo + IMA - Imabari Meeting 1991 Live (Laswell/kondo/Ima/Baker/Brötzmann)
  - Toshinori Kondo + IMA - Brain War
  - Toshinori Kondo + IMA - Taihen / Metal Position
  - Peter Brötzmann Tentet - The Marz Combo Live In Wuppertal
- 1993
  - Toshinori Kondo - Touchstone
  - Toshinori Kondo + IMA - Red City Smoke
  - Hideo Yamaki - Shadow Run
  - Toshinori Kondo - Club New Light
  - Toshinori Kondo + IMA - Udeni Oboe Ari (cd-singolo)
  - The Globe Unity Orchestra - 20th Anniversary
- 1994
  - Die Like a Dog (Peter Brötzmann, Toshinori Kondo, William Parker, Hamid Drake) - Fragments of music, life, and death of Albert Ayler
  - Toshinori Kondo - Panta Rhei, an Alchaic Comedy in Chaos
  - The Elephant Kashimashi - Tokyo no sora
- 1995
  - Toshinori Kondo - Israel (con libro)
  - Maki Asakawa - Darkness I
  - Tomoyasu Hotei - Poison (cd-singolo)
  - Toshinori Kondo - Tokyo Shadow original soundtrack
- 1996
  - Toshinori Kondo - KOBE 17.01.95 (live)
  - AA.VV. - Jazzy World
  - Toshinori Kondo - Tokyo Shadow 2
- 1997
  - AA.VV. - The Divine Comedy, spime renaissance (cd-rom)
  - Toshinori Kondo - Variations of the Theme: The Divine Comedy
  - Toshinori Kondo - The Divine Comedy Suite (12" EP)
  - Toshinori Kondo + Tristan Honsinger - This, That & The Other
  - Phantom City (Paul Schütze, Raoul Bjorkenheim, Toshinori Kondo, Alex Buess, Bill Laswell, Dirk Wachtelaer) - Shiva Recoil: Live Unlive
  - David Toop - Spirit World
- 1998
  - Die Like a Dog (Peter Brötzmann, Toshinori Kondo, William Parker, Hamid Drake) - Little Birds Have Fast Hearts No 1
  - Toshinori Kondo - Soundtrack from "Dogs"
  - Toshinori Kondo - Soundtrack from "The great - grandson of the man who drank a cow"
  - Toshinori Kondo + DJ Krush - Ki-Oku
  - O'Rourke, Parkins, Kondo, Shea, DJ Low, Wachtelaer - Fear no Fall
  - Eugene Chadbourne, John Zorn - 1977-1981
  - AA.VV. - Hope (contributo alle paralimpiadi di Nagano 1998)
  - AA.VV. - INTROducing Vol. 9
  - AA.VV. - Trax sampler 013
- 1999
  - Die Like a Dog (Peter Brötzmann, Toshinori Kondo, William Parker, Hamid Drake) - Little Birds Have Fast Hearts No 2
  - Coba, Shimizu, Watanabe, Kondo, Gontiti - NINO ROTA 1999
  - Toshinori Kondo, Eraldo Bernocchi, Bill Laswell - Charged
  - Tibetan, Blue, Air, Liquid Band - Kuuchuu Fuyuu (Re-issue)
  - Toshinori Kondo + IMA - Taihen (riedizione)
  - United Future Organization - Bon Voyage
  - United Future Organization - Bon Voyage (remix album)
  - AA.VV. - Trip Hop & Jazz: Global Grooves
  - AA.VV. - After Hours: Miles Away
  - AA.VV. - The Best of Acid Jazz: In the Mix
  - AA.VV. - Step Off!: A Collection of Trip Hop & Dub
  - AA.VV. - Shadow Masters: The Best of Shadow Trip Hop
  - AA.VV. - United Colours Of Acid Jazz '99
- 2000
  - Toshinori Kondo, Eugene Chadbourne, Han Bennink - Jazz Bunker
  - Toshinori Kondo, Eraldo Bernocchi, Bill Laswell - re-charged (remix by Usual Suspects / Source Direct)
  - Peter Brötzmann Chicago tentet - Stone / Water
  - Koro & Misato Ito - Yatri
  - Toshinori Kondo, Bill Laswell - Life Space Death
  - Jazzkantine - In Formation
  - Jazzkantine - In Formation Club Remixes
  - AA.VV. - Future Jazz
  - AA.VV. - blunted
  - AA.VV. - 3am Eternal
  - United Future Organization - Somewhere remix 12"
  - Giovanni Lindo Ferretti - CO.DEX
- 2001
  - Toshinori Kondo, Dirk Wachtelaer, DJ Grazhoppa - Find a Planet
  - Bill Laswell - Cyclops
  - Bill Laswell - Points of Order
  - Toshinori Kondo, Eraldo Bernocchi, Bill Laswell - Re-Charged #2
  - Toshinori Kondo, Eraldo Bernocchi, Bill Laswell - Re-Charged #3
  - Dancing Fantasy - Soundscapes
  - Tristan Honsinger, Steve Beresford, Toshinori Kondo, David Toop - Double Indemnity
  - AA.VV. - The Very Best of This is Acid Jazz
  - AA.VV. - The Salinas Sessions
  - AA.VV. - Little Buddha Cafe
- 2002
  - Die Like A Dog Quartet - Aoyama Crows
- 2005
  - Toshinori Kondo - Fukyo